# Geagras redimitus
Geagras redimitus – gatunek węża z rodziny połozowatych (Colubridae), jedyny przedstawiciel monotypowego rodzaju Geagras. Występuje endemicznie w południowym Meksyku.